# Carnage (téléfilm, 2009)
 (août 2016).
Si vous disposez d'ouvrages ou d'articles de référence ou si vous connaissez des sites web de qualité traitant du thème abordé ici, merci de compléter l'article en donnant les références utiles à sa vérifiabilité et en les liant à la section « Notes et références ».
Pour les articles homonymes, voir Carnage.
Série Maneater
Malibu Shark Attack
(25 juillet 2009) Le Monstre des abîmes
(15 janvier 2011)
Pour plus de détails, voir Fiche technique et Distribution.
Carnage (titre original : Carny) est un téléfilm canadien d'horreur réalisé par Sheldon Wilson et diffusé le 25 avril 2009 sur Sci-Fi Channel. Il s'agit du vingt-deuxième film de la collection Maneater series sur Syfy.

## Synopsis
Un monstre s'échappe d'une fête foraine et décime la population d'une petite ville paisible de l'état de New York. Le shérif, aidé d'une voyante, va devoir affronter la créature qui s'avère être un Diable de Jersey.

## Fiche technique
- Titre : Carnage
- Titre original : Carny
- Réalisateur : Sheldon Wilson
- Scénario : Douglas G. Davis
- Production : Irene Litinsky, Michael Prupas, Robert Halmi Jr., Nancy Boucher et Sandrine Gros d'Aillon
- Musique : Ned Bouhalassa
- Photographie : Danny Nowak
- Montage : Simon Webb
- Distribution : Larissa Mair
- Décors : Zoe Sakellaropoulo
- Costumes : Sue Fijalkowski
- Effets spéciaux de maquillage : Adrien Morot
- Effets spéciaux visuels : Mario Rachiele et Jean-François Lafleur
- Pays d'origine :  Canada
- Compagnie de production : RHI Entertainment - Muse Entertainment Enterprises
- Compagnie de distribution : RHI Entertainment
- Format : Couleurs - 1.66:1 - Dolby Digital - 35 mm
- Genre : Horreur
- Durée : 90 minutes
- Date de sortie : 25 avril 2009 (Sci Fi Channel)
- interdit aux moins de 12 ans

## Distribution
- Lou Diamond Phillips : Shérif Atlas
- A.C. Peterson : Cap
- Vlasta Vrana : Owen
- Simone-Elise Girard : Samara
- Dominic Cuzzocrea : Quinn
- Dan Petronijevic : Luke
- Joe Cobden : Rogers
- Felicia Shulman : Estelle
- Matt Murray : Taylor
- Kyle Gatehouse : Jesse
- Pedro Salvin : Driskal
- Dani Kind : la femme léopard

## DVD
Le film est sorti en DVD le 19 octobre 2010 sous le titre Carny chez Seven Sept au format 1.85:1 panoramique 16/9 en français et anglais avec sous-titres. En bonus une bande annonce. 